# Arquitetura neocolonial hispano-americana

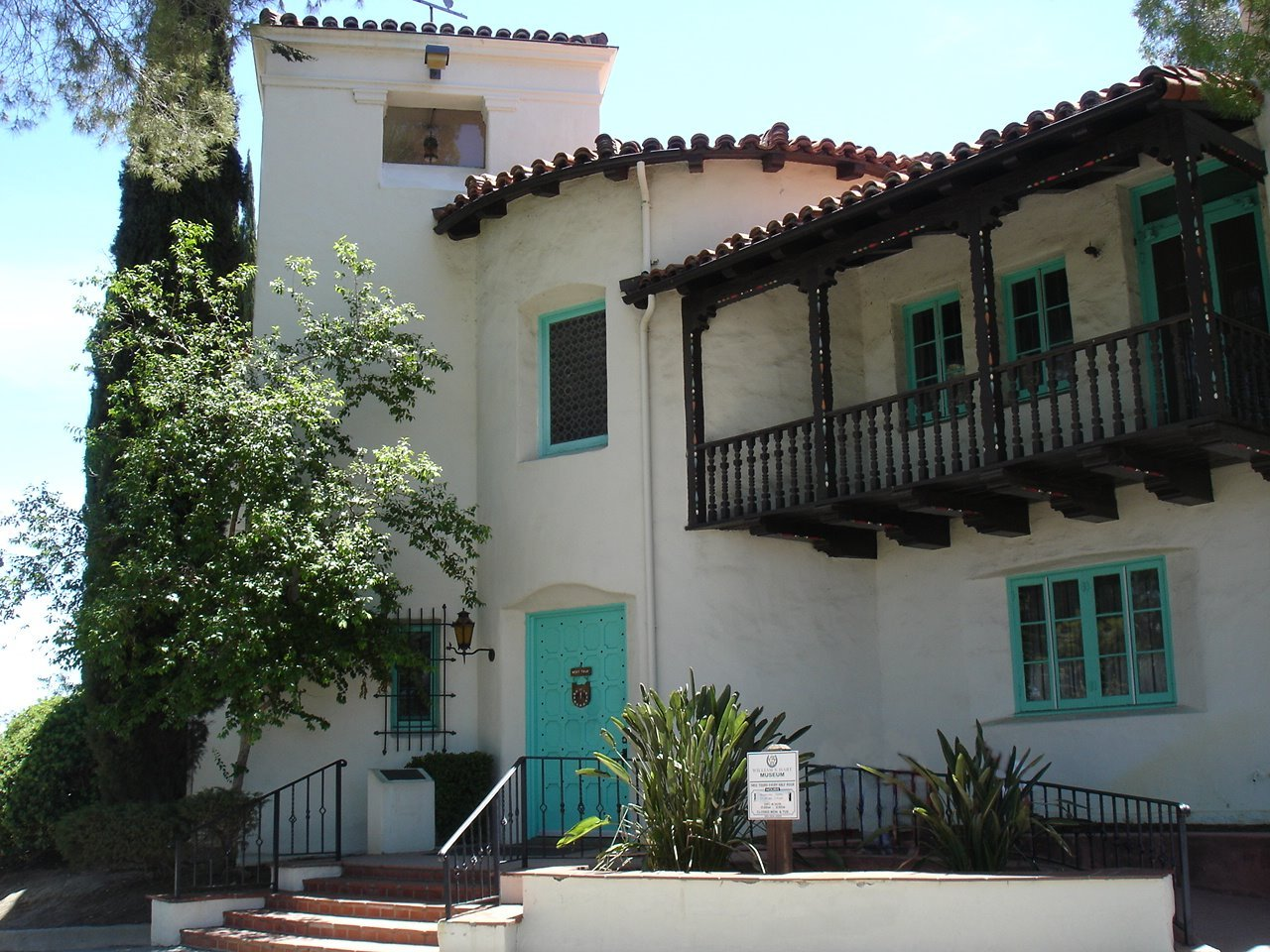
La Loma de los Vientos, residência de William S. Hart, construída em Santa Clarita, entre 1924 e 1928, e projetada por Arthur R. Kelly.

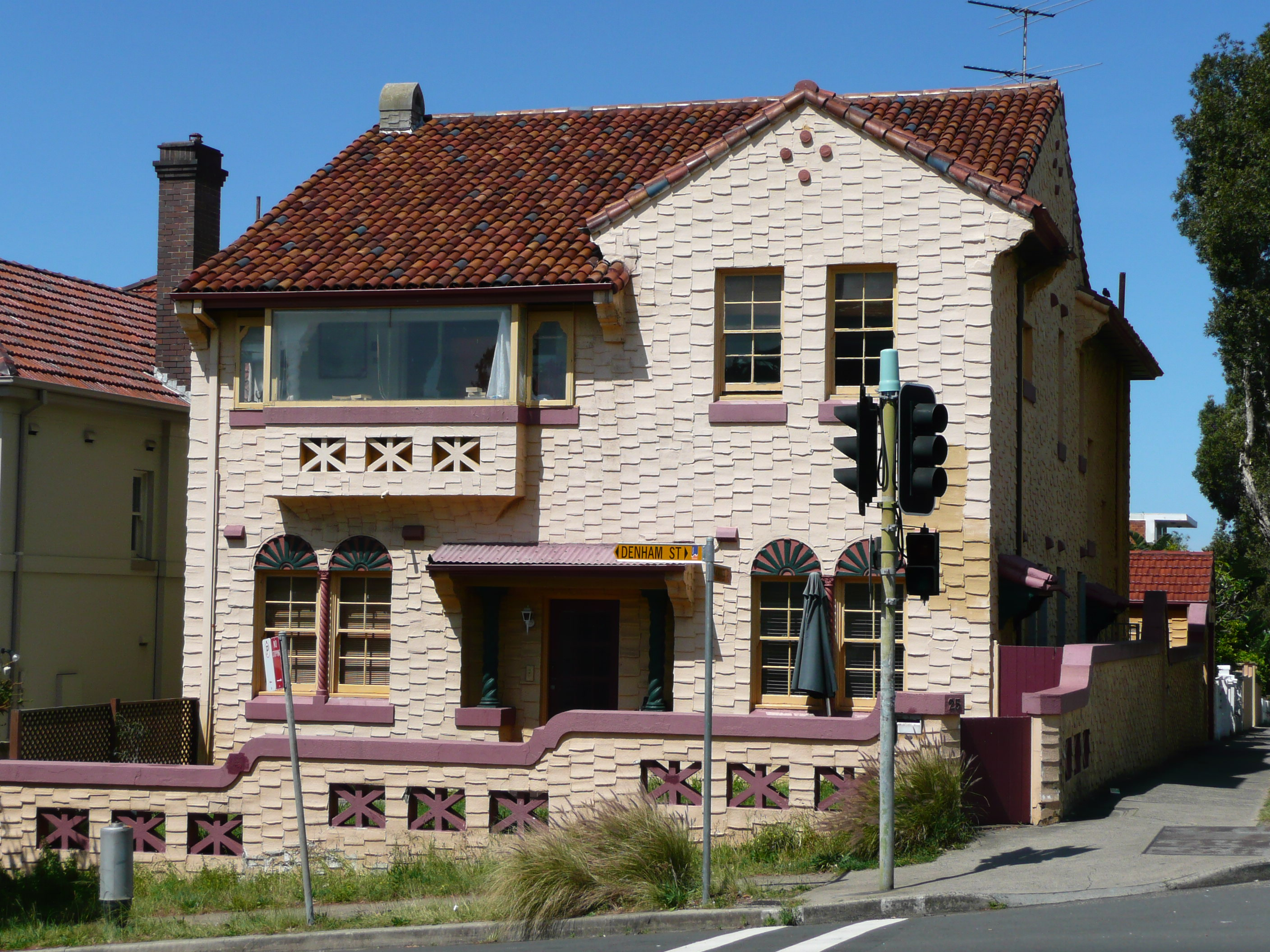
O estilo também se disseminou na Austrália.

A arquitetura neocolonial hispano-americana (em inglês chamada Spanish Colonial Revival architecture) foi um movimento arquitetônico dos Estados Unidos da América, que surgiu no início do século XX, tendo começado na Califórnia e na Flórida como uma expressão regional relacionada à história, ao ambiente e à nostalgia. 
Esse estilo foi bastante influenciado pela abertura do Canal do Panamá e pelo grande sucesso do romance Ramona, de Helen Hunt Jackson, que se passa na Alta Califórnia. Baseada na arquitetura das colônias espanholas, a arquitetura neocolonial hispano-americana adaptou formas e detalhes para um novo século e uma nova cultura.  
A Exposição Panamá-Califórnia de 1915, em San Diego, cuja figura principal foi o arquiteto Bertram Goodhue, é creditada pela popularização deste estilo arquitetônico, além do cinema norte-americano. 

## Desenvolvimento
A arquitetura neocolonial hispano-americana aparece subdividida em diferentes estilos — missões, espanhol, californiano e mexicano. 
Em 1885, o projeto de muitos prédios do campus da Universidade Stanford foi instruído para mesclar formas da cultura local com as das missões religiosas dos estados sulistas do País, como Califórnia, Novo México e Flórida. 
Nos Estados Unidos, muitas casas desse estilo foram construídas nos subúrbios residenciais, refletindo o American way of life. No ano de 1939, mais de um milhão de residências em estilo missões foram erguidas no sul do estado da Califórnia. Porém, apesar de ter tido os Estados Unidos como um grande centro disseminador, a tendência se manifestou também em outros países, como o Brasil, onde recebeu atributos da casa brasileira.

## Elementos
A arquitetura neocolonial hispano-americana é marcada pelo uso de paredes de gesso liso, ladrilhos de argila e ornamentos de terracota.